# Cresco (Iowa)
Cresco – miasto w Stanach Zjednoczonych, w stanie Iowa, siedziba hrabstwa Howard.

## Demografia
W 2000 liczyło 3905 mieszkańców. W 2023 liczba mieszkańców minimalnie spadła do 3897 osób, a gęstość zaludnienia poniżej 459 osób/km².